# Трав'янчик
Трав'янчик (Amytornis) — рід горобцеподібних птахів з родини малюрових (Maluridae). Поширений лише в Австралії.

## Види
До роду відносять 12 видів:
- Трав'янчик масковий (Amytornis barbatus)
- Трав'янчик чорний (Amytornis housei)
- Трав'янчик білогорлий (Amytornis woodwardi)
- Трав'янчик рудокрилий (Amytornis dorotheae)
- Трав'янчик смугастощокий (Amytornis merrotsyi)
- Трав'янчик вусатий (Amytornis striatus)
- Трав'янчик товстодзьобий (Amytornis goyderi)
- Трав'янчик вохристий (Amytornis textilis)
- Amytornis modestus
- Amytornis rowleyi
- Трав'янчик скельний (Amytornis purnelli)
- Трав'янчик квінслендський (Amytornis ballarae)